# 朱賢鈺
朱賢鈺（주현옥，?—?），北韓政治家，官至朝鮮中央廣播委員會委員長、朝鮮勞動黨中央委員會候補委員和《朝鮮中央通訊社》社長。

## 生平
朱賢鈺的早期事跡不詳，資料對他的記載始於1968年。當年，他在中央廣播委員會當副委員長。兩年後，他晉升為委員長。1982年，他被委任為《朝鮮中央通訊社》社長。1987年，他入選黨中央委員會的候補委員名單。同年，又被任命為朝鮮記者同盟的委員長，並獲得金日成勛章。1995年，他被調遷至教育圖書出版社（교육도서출판사）當社長。2003年9月，朝鮮中央通訊社報導朱賢鈺被安葬在愛國烈士陵。

## 資料來源
1. 1 2 3 4  주현옥(朱賢鈺)
2. 1 2  주현옥(朱賢鈺)